# Mastrus smithii
Mastrus smithii är en stekelart som först beskrevs av Alpheus Spring Packard 1865.  Mastrus smithii ingår i släktet Mastrus och familjen brokparasitsteklar. Inga underarter finns listade i Catalogue of Life.